# 대한민국 헌법 제102조
대한민국 헌법 제102조는 대한민국 헌법의 조항으로, 총 3항으로 되어있다.

## 조항
①대법원에 부를 둘 수 있다.

②대법원에 대법관을 둔다. 다만, 법률이 정하는 바에 의하여 대법관이 아닌 법관을 둘 수 있다.

③대법원과 각급법원의 조직은 법률로 정한다.